# Pterolophia macra
Pterolophia macra là một loài bọ cánh cứng trong họ Cerambycidae.